# 萨拉瓦纳姆帕蒂
萨拉瓦纳姆帕蒂（Saravanampatti），是印度泰米尔纳德邦Coimbatore县的一个城镇。总人口17643（2001年）。

## 人口
该地2001年总人口17643人，其中男性9095人，女性8548人；0—6岁人口1738人，其中男845人，女893人；识字率77.63%，其中男性为82.73%，女性为72.20%。